# 미네르바 맥고나걸
미네르바 맥고나걸(Minerva McGonagall)은 해리 포터와 저주받은 아이를 기준으로 60년째 호그와트의 교수를 맡고 있는 마녀이며 현재 그리핀도르 기숙사의 사감과 변신술 수업을 맡고 있으며 덤블도어가 죽기 전엔 교감을 맡았었다. 또한 볼드모트와 죽음을 먹는 자들에 대항하는 조직인 불사조 기사단의 구성원이기도 하다. 또한 얼룩고양이로 변신이 가능한 애니마구스이기도 하다. 후에 새로운 교장으로 승진한다.

## 해리 포터와의 관계
기본적으로는 해리 포터와 사제 지간이지만 실제로는 해리의 부모인 제임스 포터와 릴리 에반스, 그리고 해리의 대부인 시리우스 블랙과도 아는 사이였으며 호그와트의 전투에서 해리 포터가 호크룩스를 찾는 동안 시간을 벌어주기도 한다.

## 작중 행적

### 해리 포터와 마법사의 돌
얼룩고양이로서 처음 등장하게 되는데, 더즐리 가의 사람들을 관찰하는 데서 시작해 덤블도어의 도착 이후 해리가 더즐리 가에 맡겨지는 모습을 지켜 보게 된다. 하지만 그들은 아주 못된 머글이라고 덤블도어에게 반대를 하고 흉터도 없애고 싶어했다. 해리가 입학한 이후엔 교칙에 엄격하고 까다로운 마녀로서의 모습을 보이나 중간중간에 인간적인 모습을 보이기도 한다. 또한 마법사의 돌을 지키기 위해 변신술 주문을 이용해 살아 있는 거대 체스 말을 만들어 설치하기도 했다.

### 해리 포터와 비밀의 방
맥고나걸은 여전히 엄격한 모습을 보이며 아서 위즐리의 날아다니는 차로 학교에 도착한 해리 포터와 론 위즐리에 대해 징계를 내리는 한편 약간의 인간적 모습을 보이기도 한다. 또한 바실리스크의 공격 속에서도 맥고나걸이 감정을 드러내는 부분이 많이 보인다. 하지만 그런 와중에도 냉정을 잃지 않는 모습이 두드러진다.

### 해리 포터와 아즈카반의 죄수
디멘터에 의해 기절한 해리를 걱정해 주는 모습이 나왔으며 3학년 첫 학기에 헤르미온느 그레인저에게 타임터너를 주기도 한다. 그리고 제임스 포터와 시리우스 블랙의 관계를 알려주기도 한다. 사이빌 트릴로니를 경멸하는 부분이 나온다.

### 해리 포터와 불의 잔
은퇴한 오러 앨러스터 무디와 보바통과 덤스트랭의 방문, 해리의 챔피언 선정 등으로 인해 다른 권보다 유달리 곤경을 겪는 경우가 많다. 덤블도어를 옹호하기도 한다. 또한 해리를 걱정하는 모습도 많이 보인다.해리가 대회를 끝내고 돌아왔을 때 병동으로 시리우스 블랙(해리포터의 대부)를 데리고 온다.

### 해리 포터와 불사조 기사단
7불사조 기사단에서는 O.W.L 시험을 위해 해리의 진로 상담을 조언해주고 해리의 악몽을 걱정해 주고 믿어준다. 하지만 엄브릿지의 만행을 경멸하게 싫어하고 맞서기도 한다.
엄브릿지 일당이 해그리드의 오두막으로 가 기절 마법을 쏘려고 하는 것에 실패하여 O.W.L 시험을 보고 있던 학생들과 맥고나걸 교수가 이를 목격을 하게 되고 그녀는 해그리드를 피신시키기 위해 달려가다가 엄브릿지 일당에 의해 기절마법을 네발이나 맞아 성 뭉고 병원으로 이송되며 엄브릿지가 해임된 후 호그와트로 돌아왔다.

### 해리 포터와 혼혈 왕자
해리가 오러가 되기 위해 진로와 과목 성적을 걱정을 해주고 해리가 싫어하던 마법약 수업을 매일 듣기를 권유한다.
6월에 알버스 덤블도어가 스네이프에게 암살되자 교장실에서 그녀는 해리에게 "그동안 너에게 모든 걸 바치고 너를 아꼈고 널 위해 희생된 죽음이니 잊지 마라."라고 충고한다.

### 해리 포터와 죽음의 성물
캐로남매와 다툴 때 해리를 보호하고 애정이 있는 마음을 보여준다. 호그와트 전투를 위해 복도에 있는 갑옷 동상과 각 물건에 주문을 걸어 전투를 진행하고  신입생과 재학생들을 다른 곳으로 피신시킨다. 해리가 남은 호크룩스를 찾을 수 있도록 시간을 벌어준다. 마지막에서 슬러그혼, 킹슬리와 함께 3:1로 볼드모트에 맞서는 모습이 보이며, 전투에서 승리 후 그녀는 새로운 호그와트 교장으로 오르게 되었다.